# Divizia A 2004-2005
La Divizia A 2004-2005 è stata la 87ª edizione della massima serie del campionato di calcio rumeno, disputato tra il 30 luglio 2004 e il 11 giugno 2005 e concluso con la vittoria finale della Steaua București, al suo ventiduesimo titolo.
Capocannonieri del torneo furono Gheorghe Bucur (Sportul Studențesc) e Claudiu Niculescu (Dinamo București) con 21 reti.

## Formula
Come nella stagione precedente le squadre partecipanti furono 16 e disputarono un turno di andata e ritorno per un totale di trenta partite.
Le ultime tre classificate retrocedettero in Divizia B.
Le qualificate alle coppe europee furono cinque: la vincente alla UEFA Champions League 2005-2006, la seconda e la vincitrice della coppa di Romania alla Coppa UEFA 2005-2006, più altre due squadre alla Coppa Intertoto 2005.

## Classifica finale
|    | Classifica            | G  | V  | N  | P  | GF | GS | Dif | Pt |
| -- | --------------------- | -- | -- | -- | -- | -- | -- | --- | -- |
| 1  | Steaua București      | 30 | 19 | 6  | 5  | 47 | 18 | +29 | 63 |
| 2  | Dinamo București      | 30 | 20 | 2  | 8  | 60 | 30 | +30 | 62 |
| 3  | Rapid București       | 30 | 16 | 9  | 5  | 51 | 27 | +24 | 57 |
| 4  | Național București    | 30 | 17 | 6  | 7  | 50 | 33 | +17 | 57 |
| 5  | Farul Constanța       | 30 | 15 | 7  | 8  | 42 | 28 | +14 | 52 |
| 6  | Poli Timișoara        | 30 | 13 | 6  | 11 | 37 | 34 | +3  | 45 |
| 7  | Sportul Studențesc    | 30 | 12 | 9  | 9  | 37 | 27 | +10 | 45 |
| 8  | Oțelul Galați         | 30 | 12 | 4  | 14 | 31 | 32 | -1  | 40 |
| 9  | Poli Iași             | 30 | 10 | 8  | 12 | 28 | 41 | -13 | 38 |
| 10 | FC Argeș              | 30 | 8  | 12 | 10 | 32 | 37 | -5  | 36 |
| 11 | CFR Cluj              | 30 | 9  | 9  | 12 | 33 | 44 | -11 | 36 |
| 12 | FCM Bacău             | 30 | 8  | 9  | 13 | 20 | 28 | -8  | 33 |
| 13 | Gloria Bistrița       | 30 | 9  | 5  | 16 | 38 | 46 | -8  | 32 |
| 14 | Apulum Alba-Iulia     | 30 | 6  | 8  | 16 | 28 | 62 | -34 | 26 |
| 15 | FC Brașov             | 30 | 5  | 6  | 19 | 28 | 45 | -17 | 21 |
| 16 | Universitatea Craiova | 30 | 4  | 8  | 18 | 24 | 54 | -30 | 20 |

### Verdetti
- Steaua București Campione di Romania 2004-05.
- Apulum Alba-Iulia, Brașov e Universitatea Craiova retrocesse in Divizia B.

### Qualificazioni alle Coppe europee
- UEFA Champions League 2005-2006: Steaua București ammessa al secondo turno preliminare.
- Coppa UEFA 2005-2006: Rapid București ammesso al primo turno preliminare, Dinamo București ammesso al secondo turno preliminare.
- Coppa Intertoto 2006: Gloria Bistrița e CFR Cluj ammesse al primo turno.